# Discovery Channel Pro Cycling Team
La Discovery Channel Pro Cycling Team, nota in precedenza come Subaru, Montgomery Bell e US Postal Service, era una squadra maschile statunitense di ciclismo su strada, attiva nel professionismo dal 1990 al 2007.
I più importanti successi per la squadra arrivarono grazie a Lance Armstrong: sotto la guida sportiva di Johan Bruyneel, il ciclista statunitense fu capace di aggiudicarsi per sette volte consecutive, dal 1999 al 2005, la corsa più importante del mondo, il Tour de France; i titoli gli saranno poi revocati per doping nell'ottobre 2012. Ulteriori successi giunsero con Paolo Savoldelli al Giro d'Italia 2005 e con Alberto Contador al Tour de France 2007.
Dal 1996 al 2004 sponsor principale del team fu United States Postal Service, agenzia governativa responsabile del servizio di posta negli Stati Uniti, mentre dal 2005 al 2007 fu Discovery Channel, rete televisiva internazionale tematica. Dal 1998 fino alla dismissione l'azienda statunitense Trek fornì le biciclette alla squadra.

## Storia

### 1988-1993: da Montgomery a Subaru
Nel 1988 Eddie Borysewicz, già commissario tecnico della Nazionale statunitense di ciclismo, lasciò la Federciclismo USA per fondare una nuova squadra dilettantistica, sponsorizzata per quell'anno da Sunkyong, società coreana del settore elettronico. Concluso il contratto con Sunkyong, per il 1989 Borysewicz contattò Thom Weisel, presidente e direttore generale della Montgomery Securities, per chiedergli di finanziare la squadra. Weisel, appassionato di ciclismo e corridore nella categoria master, sognava di avere una squadra che partecipasse al Tour de France e accettò: nacque la squadra Montgomery-Avenir.
Nel 1990 si aggiunse un nuovo sponsor, la casa automobilistica Subaru. Il budget salì a 600 000 dollari, e l'organico venne ampliato a quindici corridori, tra cui il campione olimpico di inseguimento del 1984 Steve Hegg, il campione statunitense Bart Bowen e il giovane Lance Armstrong. La squadra approdò al professionismo nel 1991, salvo Armstrong che preparava la prova dei Giochi olimpici del 1992, riservata ai dilettanti. Eccetto qualche corsa in Europa in aprile ed agosto, il calendario era costituito da competizioni americane. Nel 1992 il budget salì a un milione di dollari. La squadra venne profondamente rinnovata per disputare le corse europee (e raccogliere punti per la classifica FICP), con l'arrivo di atleti europei come Heinz Imboden, Jaanus Kuum e Denis Roux. Bart Bowen vinse lo Herald Sun Tour e il titolo di campione nazionale.
Nel 1993 il budget di Subaru venne raddoppiato, con l'obiettivo di partecipare al Tour de France; l'effettivo conobbe nuovi importanti cambiamenti, con l'arrivo in squadra dei fratelli Marc e Yvon Madiot. La squadra Subaru-Montgomery salì al ventunesimo posto della classifica FICP, che le permise di partecipare alle prove della Coppa del mondo e di poter beneficiare di un invito al Tour. Tra maggio e giugno arrivarono buoni risultati: Wiebren Veenstra ottenne due vittorie di tappa e la classifica degli sprint al Tour DuPont, e nella stessa gara Atle Kvålsvoll terminò al terzo posto della classifica generale; Miguel Arroyo fu quarto alla Classique des Alpes e nono al Critérium du Dauphiné Libéré, mentre Cezary Zamana, dopo un terzo posto al Tour d'Armorique, vinse una tappa al Critérium du Dauphiné Libéré e concluse nono al Grand Prix du Midi Libre. Gli organizzatori del Tour proposero alla Subaru-Montgomery di partecipare alla loro corsa con una squadra mista con la francese Chazal-Vetta-MBK; la direzione della Subaru-Montgomery declinò però l'offerta e la squadra non partecipò alla corsa. In agosto Bo André Namtvedt si classificò terzo al Tour of Britain e sesto alla Clásica San Sebastián, gara di Coppa del mondo. Alla fine della stagione, la Subaru decise di terminare la sponsorizzazione.

### 1994-1997: dalla Montgomery alla US Postal
Per la stagione 1994 la squadra non venne costituita. Weisel conservò tuttavia le sue ambizioni e grazie a un investimento personale (dell'ordine di mezzo milione di dollari) lanciò una nuova formazione, il team Montgomery Bell, attivo tra i professionisti a partire da inizio 1995. Solo due corridori della precedente Subaru, Darren Baker e Nate Reiss, figuravano nella nuova rosa di undici elementi, perlopiù giovani, costruita da Borysewicz. Il principale risultato stagionale per Weisel fu però l'acquisizione di Mark Gorski, già dirigente per la Federciclismo statunitense, nello staff della squadra.

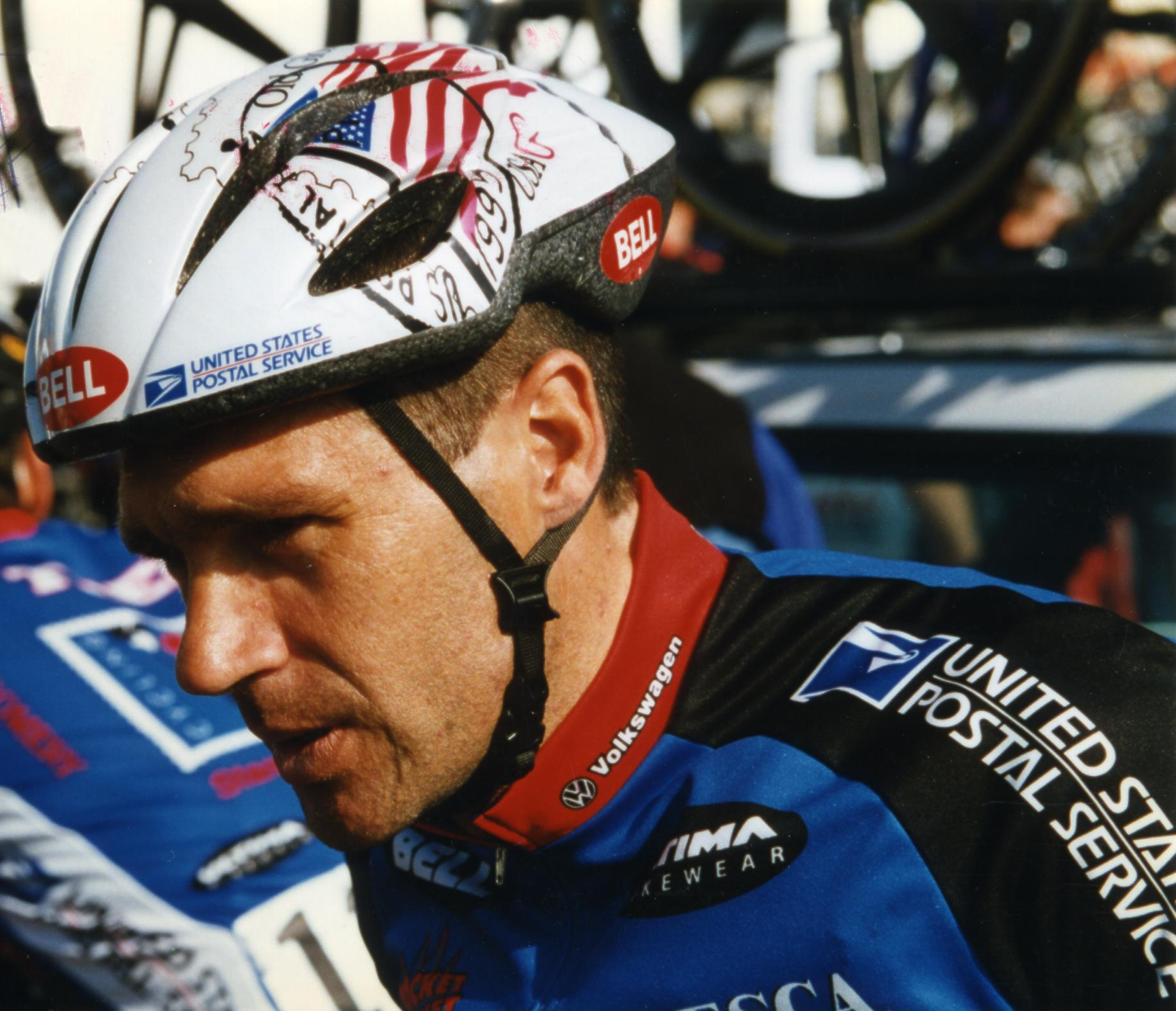
Adriano Baffi alla Parigi-Nizza 1997

Mentre Borysewicz dirigeva la squadra nelle competizioni americane, Gorski assisteva Dan Osipow nella ricerca di un nuovo sponsor per il 1996: durante l'estate 1995 arrivò la firma di United States Postal Service. L'agenzia postale statunitense si impegnava per tre anni non solo a supportare la squadra, ma intendeva aumentare il budget per la seconda e terza stagione con l'obiettivo di diventare presenza fissa nelle corse europee fino a partecipare al Tour de France 1998. La stagione 1996 doveva permettere di formare e far progredire il gruppo di giovani corridori che formavano la squadra. L'effettivo comprendeva Tyler Hamilton, Marty Jemison e diversi altri elementi confermati dalla Montgomery Bell, ma anche alcuni nuovi arrivi: il lituano Remigius Lupeikis, il tedesco Sven Teutenberg, i polacchi Dariusz Baranowski e Tomasz Brożyna, e il vincitore del Giro d'Italia 1988 Andrew Hampsten. La presenza in squadra di Hampsten, all'ultima stagione da pro, facilitò l'invito della US Postal alle corse europee. In aprile nei Paesi Bassi arrivò il successo di Hamilton nella classifica finale del Teleflex Tour: in quella corsa Hamilton e Teutenberg vinsero ciascuno una frazione. Poche settimane dopo al Tour DuPont lo stesso Teutenberg fece sua una tappa, Hamilton terminò terzo e Hampsten sesto; in giugno Eddy Gragus divenne invece campione degli Stati Uniti.
Alla fine del 1996 Borysewicz lasciò la squadra: fu rimpiazzato per la nuova stagione dal danese Johnny Weltz, già direttore sportivo all'appena dismessa Motorola. Il russo Vjačeslav Ekimov diventò il leader della squadra, rimpiazzando Hampsten; altri corridori reclutati furono George Hincapie, Adriano Baffi e Jean-Cyril Robin. Ekimov si classificò quarto alla Parigi-Nizza, vincendo la cronometro finale, terzo alla Setmana Catalana, in cui vinse una tappa, e decimo al Giro delle Fiandre. Le successive prestazioni al Critérium du Dauphiné Libéré dello stesso Ekimov — ottavo dopo aver vinto due tappe ed essere stato leader della corsa per quattro giorni — e di Robin, terzo nella graduatoria finale della corsa, assicurarono alla squadra un invito per il Tour de France 1997. In quella Grande Boucle Robin si classificò quindicesimo e Baffi per tre volte tra i primi dieci di tappa. Tutti i nove corridori della US Postal giunsero al termine della corsa.

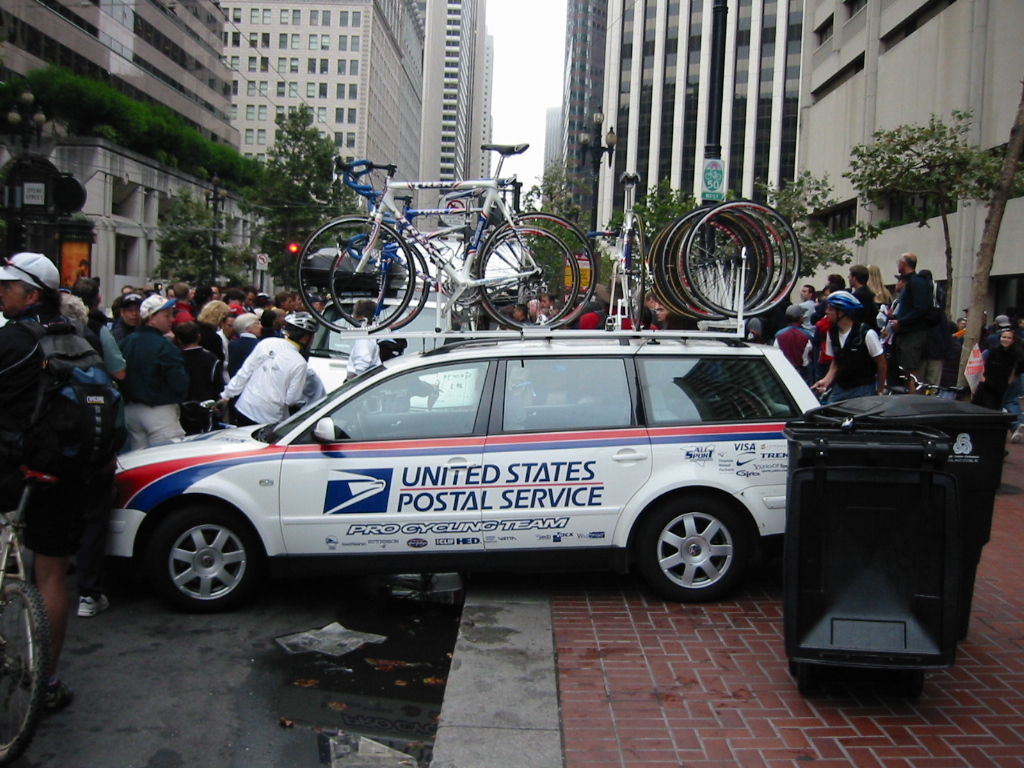
L'ammiraglia della squadra nel 2001

### 1998-2004: le vittorie con Armstrong al Tour de France
Nell'ottobre del 1997 Weisel mise sotto contratto il campione del mondo 1993 Lance Armstrong: da poco guarito da un cancro dopo aver perso tutta la stagione 1997, aveva appena ripreso l'attività. Armstrong rientrò alle corse nella primavera 1998, ma senza risultati di rilievo. Tornò ad alti livelli a partire da giugno: dopo il secondo posto alla CoreStates Invitational, vinta dal compagno di squadra Frankie Andreu, si aggiudicò una tappa e la classifica finale del Tour de Luxembourg e il Rheinland-Pfalz-Rundfahrt, e concluse quarto alla Vuelta a España. Nel 1999, su richiesta di Armstrong, l'ex professionista belga Johan Bruyneel divenne il nuovo direttore sportivo della squadra al posto di Weltz; la squadra non fu particolarmente rinforzata, al contrario alcuni gregari per le salite, come Ekimov, Baranowski e Robin, lasciarono il team. In quella stagione Lance Armstrong, dopo il secondo posto all'Amstel Gold Race, si aggudicò a sorpresa ben quattro tappe del prestigioso Tour de France, fra cui le tre cronometro in programma, ottenendo il successo nella classifica generale della corsa. US Postal Service divenne la prima squadra statunitense a portare un proprio ciclista sul podio più alto del Tour.
Armstrong rivinse la corsa nei sei anni seguenti (2000, 2001, 2002, 2003, 2004, 2005), venendo accompagnato ogni anno da una formazione di alto livello. Nel 2000 arrivarono a supportarlo Levi Leipheimer, Cédric Vasseur e, dopo solo un anno all'Amica Chips, Vjačeslav Ekimov, mentre per la stagione successiva giunsero in rosa Roberto Heras, Víctor Hugo Peña e José Luis Rubiera. Nel 2002 Hamilton, Leipheimer e Vasseur lasciarono la squadra, mentre arrivarono Floyd Landis, Pavel Padrnos e il giovane belga Tom Boonen; nel 2003 si aggiunse Manuel Beltrán, mentre nel 2004, con l'addio di Heras, si unirono al team José Azevedo e un giovane Jurgen Van Den Broeck. Tra questi, alcuni ottennero importanti risultati individuali in maglia US Postal Service: Boonen terminò al terzo posto la Parigi-Roubaix 2002 (lasciando la squadra dopo solo un anno) mentre Heras vinse la Vuelta a España 2003.

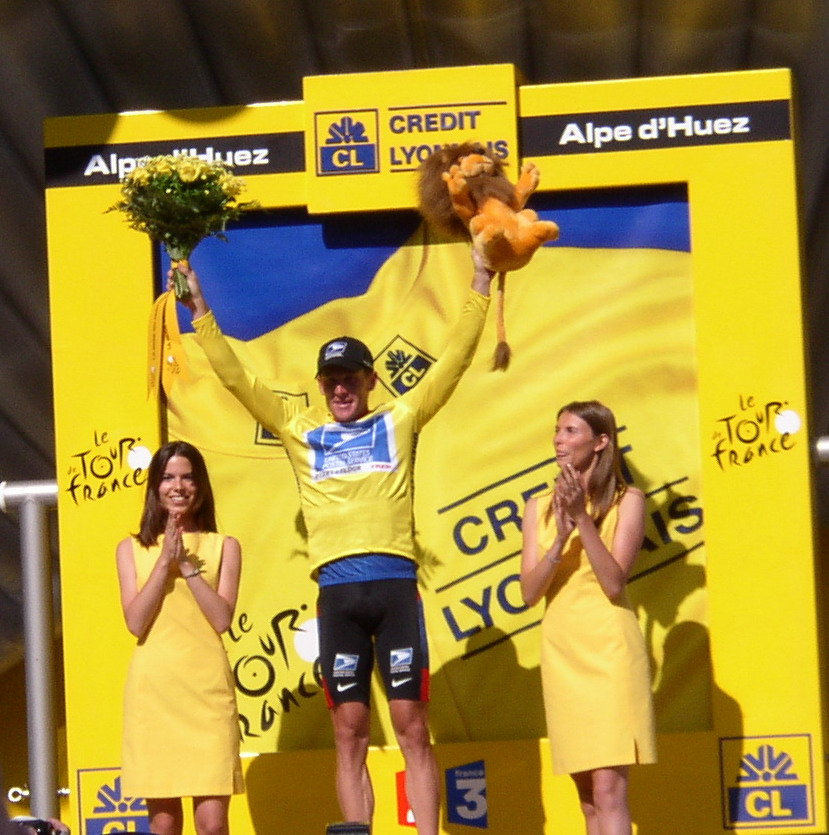
Lance Armstrong premiato al Tour de France 2003

### 2005-2007: l'arrivo di Discovery Channel e la chiusura
Nel 2005 il team cambiò nuovamente sponsor: a US Postal subentrò il network televisivo Discovery Channel. La rinnovata squadra entrò a far parte del nuovo circuito mondiale UCI ProTour, assumendo una delle venti licenze disponibili. Nel nuovo team americano arrivarono Jaroslav Popovyč e Paolo Savoldelli: quest'ultimo vinse il Giro d'Italia, con un successo di tappa e otto giorni in maglia rosa; nello stesso anno Lance Armstrong vinse il suo settimo Tour de France consecutivo, ritirandosi poi dalle corse al termine della stagione. La stagione 2006 vide la squadra affidarsi a Savoldelli e Azevedo per i Grandi Giri: il bergamasco vinse la cronometro di apertura al Giro d'Italia e concluse quinto in classifica generale, mentre il portoghese si piazzò solo diciottesimo al Tour de France (corsa in cui Popovyč vinse una frazione). Nelle classiche del nord i capitani George Hincapie e Leif Hoste salirono entrambi sul podio del Giro delle Fiandre, vinto dall'ex Tom Boonen.

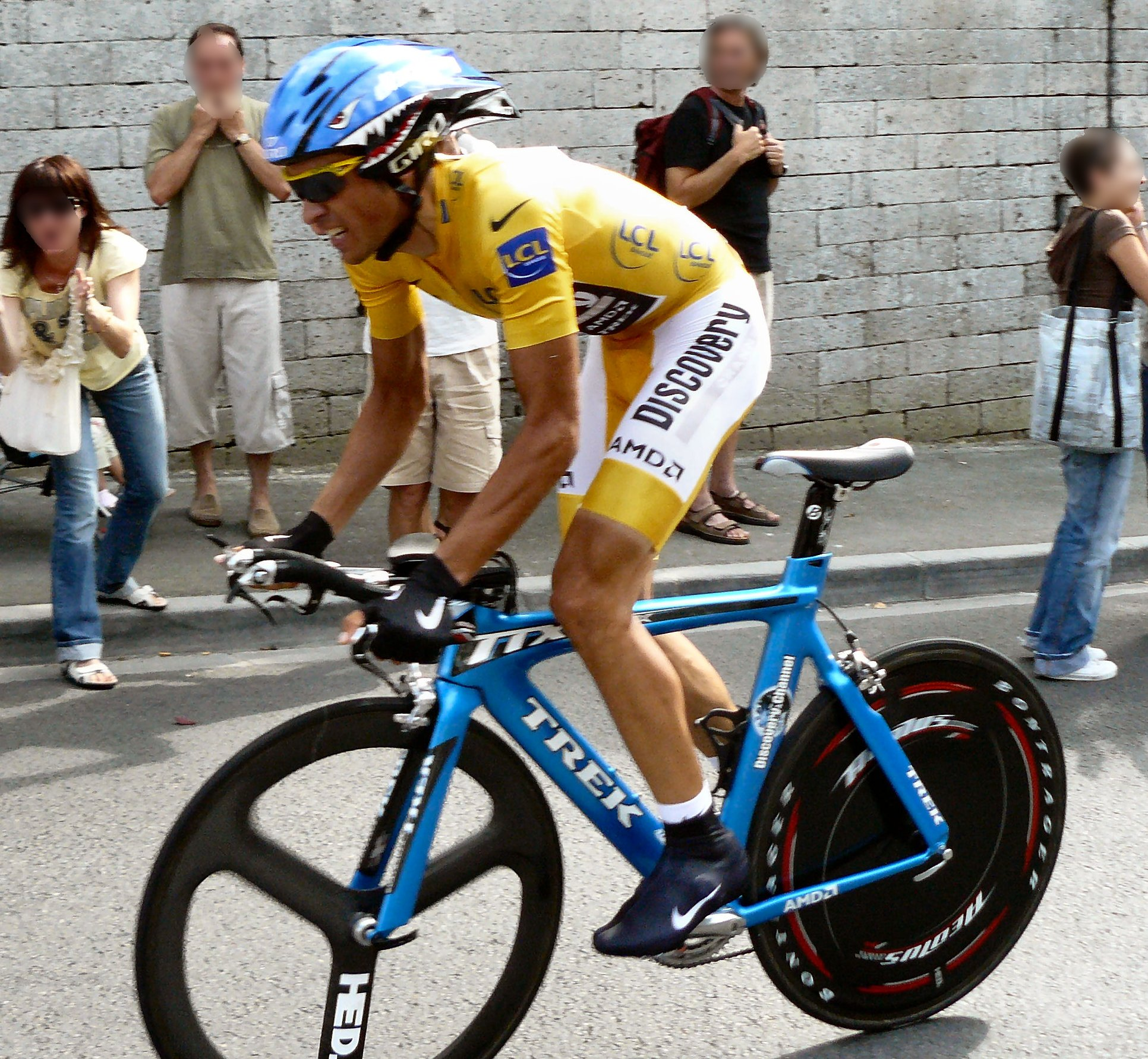
Contador in maglia gialla al Tour de France 2007

Nel novembre 2006 Ivan Basso, malgrado l'implicazione nell'Operación Puerto, venne ingaggiato come nuovo leader della squadra per la stagione seguente, con l'obiettivo di ottenere piazzamenti di rilievo nei Grandi Giri. Proprio a causa dell'ingaggio di Basso, l'8 dicembre 2006 le squadre del ProTour annunciarono la volontà di bandire la Discovery Channel dal circuito, salvo poi annullare la decisione; il 30 aprile seguente, due giorni prima di comparire davanti al Comitato olimpico italiano, Ivan Basso rescisse il contratto con la squadra. Protagonista della stagione fu il nuovo arrivato Alberto Contador: dopo aver vinto la Parigi-Nizza e la Vuelta a Castilla y León, in luglio il ventiquattrenne spagnolo si aggiudicò il Tour de France, facendo sua anche una tappa e la classifica dei giovani; in quella stessa corsa il capitano designato Levi Leipheimer, anch'egli vincitore di una frazione, concluse terzo.
Nel febbraio 2007 Discovery Channel aveva intanto annunciato la volontà di ritirare la sponsorizzazione a fine stagione. Nonostante i successi ottenuti, il 10 agosto 2007 Johan Bruyneel preannunciò la dissoluzione della squadra al termine dell'anno, non essendo riuscito a trovare nuovi finanziatori in grado di assicurare la continuazione dell'attività.

### 2012: l'inchiesta dell'USADA sulle pratiche dopanti e le squalifiche
Il 24 agosto 2012 l'USADA (United States Anti-Doping Agency) ufficializzò la decisione di squalificare a vita Lance Armstrong, accusandolo di aver fatto sistematico uso di sostanze dopanti durante la sua carriera, e privandolo di tutti i successi in maglia US Postal Service/Discovery Channel a partire dal 1º agosto 1998, inclusi i sette titoli al Tour de France. Il 10 ottobre 2012 la stessa USADA pubblicò un report di oltre 1000 pagine in cui definiva quello in vigore alla US Postal Service come "il doping di squadra più sofisticato, professionale e riuscito mai visto nella storia dello sport". Il report conteneva testimonianze di 26 persone, tra cui undici ex ciclisti del team (Frankie Andreu, Michael Barry, Tom Danielson, Tyler Hamilton, George Hincapie, Floyd Landis, Levi Leipheimer, Stephen Swart, Christian Vande Velde, Jonathan Vaughters e David Zabriskie) che descrivevano il ricorso a pratiche dopanti organizzate, quali uso di eritropoietina, testosterone e trasfusioni, in seno alla squadra durante i Tour de France vinti da Armstrong. Venivano riportate anche prove dirette (pagamenti, e-mail, risultati dei test di laboratorio) che dimostravano l'utilizzo di tali pratiche.
Già il 22 ottobre 2012, in seguito all'inchiesta dell'USADA, la federazione internazionale competente, l'Unione Ciclistica Internazionale, annunciò l'intenzione di non appellarsi al Tribunale Arbitrale dello Sport di Losanna, confermando la squalifica ad Armstrong posta in essere dall'USADA e il relativo impianto accusatorio. Sospensioni, squalifiche e revoche dei risultati ottenuti colpirono anche i ciclisti US Postal Service ancora in attività nel 2012, ovverosia Leipheimer, Hincapie, Zabriskie, Danielson, Barry e Vande Velde, colpevoli anch'essi di ricorso a pratiche dopanti.

## Cronistoria

### Annuario
| Anno | Codice | Nome              | Cat. | Biciclette | Dirigenza                                                                    |
| ---- | ------ | ----------------- | ---- | ---------- | ---------------------------------------------------------------------------- |
| 1990 | SUB    | Subaru-Montgomery | -    | ?          | Dir. sportivi: Eddie Borysewicz                                              |
| 1991 | SUB    | Subaru-Montgomery | -    | ?          | Dir. sportivi: Eddie Borysewicz, Craig Cambell, Daniel Osipow, Thomas Weisel |
| 1992 | SUB    | Subaru-Montgomery | -    | Merlin     | Dir. sportivi: Eddie Borysewicz, Andrzej Bek, Daniel Osipow, Thomas Weisel   |
| 1993 | SUB    | Subaru-Montgomery | -    | Merlin     | Dir. sportivi: Eddie Borysewicz, Daniel Osipow, Thomas Weisel, Steven Wood   |

| Anno | Codice | Nome                                       | Cat. | Biciclette | Dirigenza |
| ---- | ------ | ------------------------------------------ | ---- | ---------- | --- |
| 1995 | MNT    | Montgomery Bell                            | -    | GT         | Manager: Eddie Borysewicz Dir. sportivi: Mark Gorski                                                            |
| 1996 | USP    | US Postal Service-Montgomery Bell          | GSII | GT         | Manager: Eddie Borysewicz Dir. sportivi: Mark Gorski, Daniel Osipow, Thomas Weisel                              |
| 1997 | USP    | US Postal Service                          | GSI  | Trek       | Manager: Mark Gorski Dir. sportivi: Denis Gonzalez, Johnny Weltz                                                |
| 1998 | USP    | US Postal Service                          | GSI  | Trek       | Manager: Mark Gorski Dir. sportivi: Denis Gonzalez, Johnny Weltz, Daniel Osipow                                 |
| 1999 | USP    | US Postal Service                          | GSI  | Trek       | Manager: Mark Gorski Dir. sportivi: Johnny Weltz, Daniel Osipow, Johan Bruyneel                                 |
| 2000 | USP    | US Postal Service                          | GSI  | Trek       | Manager: Mark Gorski Dir. sportivi: Daniel Osipow, Johan Bruyneel, Dirk Demol                                   |
| 2001 | USP    | US Postal Service                          | GSI  | Trek       | Manager: Mark Gorski Dir. sportivi: Johan Bruyneel, Dirk Demol                                                  |
| 2002 | USP    | US Postal Service                          | GSI  | Trek       | Manager: Mark Gorski Dir. sportivi: Johan Bruyneel, Dirk Demol, Frankie Andreu, Eric Van Lancker                |
| 2003 | USP    | US Postal Service presented by Berry Floor | GSI  | Trek       | Manager: Mark Gorski Dir. sportivi: Johan Bruyneel, Dirk Demol, Lorenzo Lapage                                  |
| 2004 | USP    | US Postal Service presented by Berry Floor | GSI  | Trek       | Manager: Daniel Osipow, Bill Stapleton Dir. sportivi: Johan Bruyneel, Dirk Demol, Lorenzo Lapage                |
| 2005 | DSC    | Discovery Channel Pro Cycling Team         | PT   | Trek       | Manager: Bill Stapleton Dir. sportivi: Johan Bruyneel, Dirk Demol, Lorenzo Lapage, Sean Yates                   |
| 2006 | DSC    | Discovery Channel Pro Cycling Team         | PT   | Trek       | Manager: Bill Stapleton Dir. sportivi: Johan Bruyneel, Dirk Demol, Lorenzo Lapage, Sean Yates                   |
| 2007 | DSC    | Discovery Channel Pro Cycling Team         | PT   | Trek       | Manager: Bill Stapleton Dir. sportivi: Johan Bruyneel, Dirk Demol, Lorenzo Lapage, Sean Yates, Vjačeslav Ekimov |

### Classifiche UCI
| Anno | Classifica | Pos. | Migliore cl. individuale |
| ---- | ---------- | ---- | ------------------------ |
| 1995 | -          | 38º  | Darren Baker (371º)      |
| 1996 | -          | 23º  | Tomasz Brożyna (152º)    |
| 1997 | -          | 16º  | Vjačeslav Ekimov (15º)   |
| 1998 | -          | 15º  | Lance Armstrong (25º)    |
| 1999 | GSI        | 13º  | Lance Armstrong (7º)     |
| 2000 | GSI        | 11º  | Lance Armstrong (4º)     |
| 2001 | GSI        | 9º   | Lance Armstrong (4º)     |
| 2002 | GSI        | 3º   | Lance Armstrong (2º)     |
| 2003 | GSI        | 10º  | Lance Armstrong (8º)     |
| 2004 | GSI        | 6º   | Lance Armstrong (7º)     |
| 2005 | ProTour    | 8º   | Lance Armstrong (5º)     |
| 2006 | ProTour    | 4º   | George Hincapie (14º)    |
| 2007 | ProTour    | 7º   | Alberto Contador (3º)    |

## Palmarès

### Grandi Giri
- Giro d'Italia

Partecipazioni: 3 (2005, 2006, 2007)
Vittorie di tappa: 2
2005: 1 (Paolo Savoldelli)
2006: 1 (Paolo Savoldelli)
Vittorie finali: 1
2005 (Paolo Savoldelli)
Altre classifiche: 1
2006: Gran combinata (Paolo Savoldelli)
- Tour de France

Partecipazioni: 11 (1997, 1998, 1999, 2000, 2001, 2002, 2003, 2004, 2005, 2006, 2007)
Vittorie di tappa: 4
2005: 2 (Savoldelli, cronosquadre)
2006: 1 (Jaroslav Popovyč)
2007: 1 (Alberto Contador)
Vittorie finali: 1
2007 (Alberto Contador)
Altre classifiche: 2
2005: Giovani (Jaroslav Popovyč)
2007: Giovani (Alberto Contador)
- Vuelta a España

Partecipazioni: 10 (1997, 1998, 1999, 2001, 2002, 2003, 2004, 2005, 2006, 2007)
Vittorie di tappa: 7
2002: 2 (2 Roberto Heras)
2003: 1 (Roberto Heras)
2005: 1 (Max van Heeswijk)
2006: 2 (Egoi Martínez, Tom Danielson)
2007: 1 (Jason McCartney)
Vittorie finali: 1
2003 (Roberto Heras)
Altre classifiche: 2
2002: Combinata (Roberto Heras)
2006: Scalatori (Egoi Martínez)

### Campionati nazionali
- Campionati belgi: 2

In linea: 2007 (Stijn Devolder)
Cronometro: 2006 (Leif Hoste)
- Campionati giapponesi: 2

In linea: 2005 (Fumiyuki Beppu)
Cronometro: 2005 (Fumiyuki Beppu)
- Campionati lussemburghesi: 4

In linea: 2000, 2003 (Benoît Joachim)
Cronometro: 2004, 2006 (Benoît Joachim)
- Campionati norvegesi: 1

Cronometro: 2003 (Steffen Kjærgaard)
- Campionati polacchi: 1

Cronometro: 1997 (Dariusz Baranowski)
- Campionati russi: 2

In linea: 1997 (Vjačeslav Ekimov)
Cronometro: 2007 (Vladimir Gusev)
- Campionati statunitensi: 10

In linea: 1992 (Bowen); 1996 (Gragus); 1998 (Hincapie); 1999 (Jemison); 2002 (McRae); 2006 (Hincapie); 2007 (Leipheimer)
In linea Dilettanti: 1995 (Nate Reiss)
Cronometro: 2002 (Dylan Casey)